# Aramatelqo
Aramatelqo (também grafado: Aramatle-qo, Aramatleqo, Aramatelka, Amtalqa) foi o Décimo Segundo Rei da Dinastia Napata do Reino de Cuxe que governou de 568 a 555 a.C., foi o sucessor de Aspelta.  Após seu entronamento tomou o nome de trono de Uadjecaré (Próspero é o espírito de Rá).  

## Histórico
Aramatelqo foi filho de Aspelta e de sua esposa Henuttakhbit. Sua primeira esposa foi Akheqa, com teria tido um filho, Yesruamen. Amanitakaye sua segunda esposa lhe deu o herdeiro Malonaqen , uma terceira esposa Atmataka (Atamataka) que também lhe deu um filho, Khaletali. Aramatelqo ainda teve duas esposas, Maletase (Malotasen) e Piye-la (Pianjher ou Ankher), mas em nenhuma fonte registrou alguma descendência, pelo menos masculina.
Seu reinado, provavelmente sediado em Meroé foi pacífico e próspero: no Egito havia começado o longo reinado de Amósis II (570 - 526 a.C.) que iria restaurar as relações políticas e comerciais com o reino de Cuxe.
Uma estátua de granito de Aramatelqo foi encontrada no pátio do templo de Ámon em Napata. Nela vemos Aramatelqo sentado, vestido para o festival em homenagem ao deus Sed (Assiut). Na inscrição na base da estátua ele é chamado Amado de Ámon-Ra. Assim, a imagem do Rei está associada ao templo de Amon, que também recebeu o título de aquele quem escuta as petições. Desta forma se associa a imagem do rei não só como um devoto do Deus, mas como um verdadeiro intermediário entre Ámon e as pessoas comuns.  
Ao contrário de seus antecessores cujas estátuas descobertas no templo mediam entre 4,18 e 1,47 metros de altura, a de Aramatelqo era pequeno medindo apenas 75 cm, e foi o último rei de Cuxe a manter essa tradição. O estilo da estátua, apesar da restauração dos contatos com o Egito, não foi influenciada pela arte contemporânea daquele país.  
De acordo com a maioria dos estudiosos Aramatelqo reinou de 568 a 555 a.C., e foi sucedido no trono por seu filho Malonaqen após a sua morte.   . A transmissão do trono quase sempre era feita entre irmãos, somente após a morte de todos os irmãos é que a ascensão ia para a próxima geração.
Aramatelqo foi enterrado na Necrópole de Nuri. Na pirâmide Nu 9.  Todas as suas rainhas também foram enterradas em Nuri, em suas próprias pirâmides. Akheqa foi enterrado na pirâmide 38; Amanitakaye na 26; Atmataka na 55, Maletase na 39 e Piye-la na 57. 